# Деканские войны
Деканские войны (1681—1707) — боевые действия, происходившие на Деканском плоскогорье между Великими Моголами и государством маратхов.

## Предыстория
В 1674 году маратх Шиваджи принял царский титул, создав первое за долгие века мусульманского господства индуистское государство. Когда в 1680 году Шиваджи скончался, после недолгой борьбы один из его сыновей — Самбхаджи — одержал победу над своим братом, короновал себя и продолжил захватническую политику отца. Тем временем, узнав о смерти Шиваджи, Великий Могол Аурангзеб вторгся в Декан с армией в 180 тысяч солдат.

## Ход событий
Армии Аурангзеба успешно продвигались вперёд, грабя земли маратхов, однако крепости редко стоили того, чтобы их штурмовать, а главные силы маратхов отказывались вступать в битву. Стало понятно, что полное завоевание государства маратхов потребует гораздо большего вложения имперских ресурсов, чем Аурангзеб предполагал изначально.
Так как императору был крайне необходим осязаемый успех, то в 1684 году он повернул на Биджапурский султанат. После осады, длившейся больше года, столица султаната пала, государство стало провинцией Империи Великих Моголов, аристократию включили в могольскую иерархию, а султан стал постоянным пленником при дворе Великого Могола. После этого Аурангзеб обрушился на Голкондский султанат и к 1687 году завоевал и его.
В 1688 году Аурангзебу удалось захватить самого Самбхаджи, который был казнён. Главой маратхов стал его брат Раджарам, который был осаждён в крепости Райгарх. Раджарам бежал на север в крепость Джинджи, которая стала новой столицей маратхов. Вскоре Джинджи была осаждена другой армией моголов, однако маратхи со всех сторон сильно наседали на неё, и осаждавшие часто становились осаждёнными. После восьмилетней осады крепость пала, однако Раджараму и его людям позволили бежать.
Сам Аурангзеб вёл свои войска по Западным Гхатам, покоряя одну маратхскую крепость за другой. Однако гарнизоны, предпочтя осаде сдачу на самых выгодных для себя условиях, после ухода Моголов отказывались от своих клятв, забирали обратно земли и снова занимали крепости. Такому сопротивлению Аурангзеб ничего противопоставить не мог: после казни Самбхаджи и блокирования Раджарама каждый вождь маратхов действовал независимо. Разорив земли маратхов, моголы сами вынудили тех, чьи доходы зависели от этих земель, взяться за оружие и усилить набеги.
В 1700 году умер Раджарам, и его вдова Тарабай, приняв бразды правления от имени своего сына Шиваджи II, предложила Аурангзебу условия, на которых соглашалась окончить войну. Несмотря на то, что кампания в Западных Гхатах и многолетняя осада Джинджи пробили большую брешь в имперской казне, а осада новой столицы маратхов — крепости Сатара — стоила тысяч жизней (только в одном неудачном подкопе погибло 2 тысячи солдат), Аурангзеб отклонил предложение.
Тогда Тарабай перенесла войну на территорию противника. Маратхи основали укреплённые базы на территории Моголов и стали собирать на жизненно важных торговых путях региона свой налог — «маратхскую четвертину». К тому времени многим было уже ясно, что Аурангзебу осталось жить недолго, а после его смерти наверняка наступит кризис престолонаследия, и покровительство находящихся рядом маратхов многим казалось более выгодным, чем авторитет распадающейся империи.
В 1705 году Аурангзеб серьёзно заболел. Со всеми предосторожностями он вернулся на паланкине в Бурханпур, и там долгое время находился при смерти, пока не скончался в 1707 году в 90-летнем возрасте.

## Итоги и последствия
Деканские войны подорвали экономику Империи Великих Моголов, и после смерти Аурангзеба начался её распад, бывшие провинции стали объявлять о своей независимости, а их наместники становились основателями новых царских династий. Теперь не было силы, способной противостоять маратхам, и они начали распространять своё влияние по всему индийскому субконтиненту. Так как за трон Великого Могола стали бороться разные потомки Аурангзеба, а с освобождением Шахуджи началась борьба и за маратхский трон, то война выплеснулась за пределы Декана и приобрела ещё более сложный характер: одни группы моголов могли объединяться с маратхами против других.